# 表層崩壊
表層崩壊（ひょうそうほうかい、英語: shallow landslide）とは、森林斜面において、厚さ 1 - 2 メートル程度の表層が崩落することである。地すべりの一種である。砂と水が混じり合った状態で斜面を急速に下落していく。

## 原理
表層崩壊は、地中に浸透した水の影響で間隙水圧が増大し土粒子間の結合がなくなることで発生する。
豪雨が発生したときは、森林斜面の下部に透水性の低い基盤岩がある場合、降雨強度が強い場合に降水が基盤岩を浸透できなくなる。このとき、土壌中に滞留した地中水による地下水面の形成および上昇が進行し、間隙水圧が増大する。これにより土粒子の摩擦力がせん断応力を下回ることで、斜面が崩落していく。
地震が発生したときは、水分を含む斜面に地震起因の加速度がかかり、土層の収縮や土粒子間の間隙水圧の上昇により土粒子間の結合が解除され表層崩壊が発生する。斜面で液状化現象が発生することで表層崩壊が発生することもある。

## 形成される地形
表層崩壊に伴い土壌が流失するため、表層崩壊後は基盤岩があらわとなり、谷状をなしている。